# Tartarosita
La tartarosita és un mineral de la classe dels elements natius.

## Característiques
La tartarosita és un al·lòtrop natural del carbó, per tant la seva fórmula química és C, i és isostructural amb la chaoïta, el diamant, el grafit i la lonsdaleïta. Va ser aprovada com a espècie vàlida per l'Associació Mineralògica Internacional l'any 2023, i encara resta pendent de publicació. Cristal·litza en el sistema isomètric.
L'exemplar que va servir per a determinar l'espècie, el que es coneix com a material tipus, es troba conservat a les col·leccions del Museu d'Història Natural de Berlín (Alemanya), amb el número de mostra: 2017-08721.

## Formació i jaciments
Va ser descoberta al cràter Nördlinger Ries, a la localitat de Nördlingen, dins el districte de Donau-Ries (Baviera, Alemanya), dins d'un cristall de diamant. Aquest indret és l'únic a tot el planeta on ha estat descrita aquesta espècie mineral.